# Département de Korhogo
 (août 2025).
La mise en forme du texte ne suit pas les recommandations de Wikipédia : il faut le « wikifier ».
Les points d'amélioration suivants sont les cas les plus fréquents. Le détail des points à revoir est peut-être précisé sur la page de discussion.
- Les titres sont pré-formatés par le logiciel. Ils ne sont ni en capitales, ni en gras.
- Le texte ne doit pas être écrit en capitales (les noms de famille non plus), ni en gras, ni en italique, ni en « petit »…
- Le gras n'est utilisé que pour surligner le titre de l'article dans l'introduction, une seule fois.
- L'italique est rarement utilisé : mots en langue étrangère, titres d'œuvres, noms de bateaux, etc.
- Les citations ne sont pas en italique mais en corps de texte normal. Elles sont entourées par des guillemets français : « et ».
- Les listes à puces sont à éviter, des paragraphes rédigés étant largement préférés. Les tableaux sont à réserver à la présentation de données structurées (résultats, etc.).
- Les appels de note de bas de page (petits chiffres en exposant, introduits par l'outil «  Source ») sont à placer entre la fin de phrase et le point final[comme ça].
- Les liens internes (vers d'autres articles de Wikipédia) sont à choisir avec parcimonie. Créez des liens vers des articles approfondissant le sujet. Les termes génériques sans rapport avec le sujet sont à éviter, ainsi que les répétitions de liens vers un même terme.
- Les liens externes sont à placer uniquement dans une section « Liens externes », à la fin de l'article. Ces liens sont à choisir avec parcimonie suivant les règles définies. Si un lien sert de source à l'article, son insertion dans le texte est à faire par les notes de bas de page.
- La présentation des références doit suivre les conventions bibliographiques. Il est recommandé d'utiliser les modèles {{Ouvrage}}, {{Chapitre}}, {{Article}}, {{Lien web}} et/ou {{Bibliographie}}. Le mode d'édition visuel peut mettre en forme automatiquement les références.
- Insérer une infobox (cadre d'informations à droite) n'est pas obligatoire pour parachever la mise en page.

Pour une aide détaillée, merci de consulter Aide:Wikification.
Si vous pensez que ces points ont été résolus, vous pouvez retirer ce bandeau et améliorer la mise en forme d'un autre article.
Le département de Korhogo est un département de Côte d'Ivoire. 
Patrimoine culturel. A Korhogo
Riche et varié est le répertoire culturel de la région du Poro.
Les populations sont restées le pied ancré dans la tradition, bien que la ville ait amorcé aujourd’hui un développement fulgurant et remarquable.
L’école de formation traditionnelle à la vie par excellence du Sénoufo est le Poro.
Pluriel est le folklore à Korhogo.
Les fêtes que sont : Boloye, Wambélé, danses des forgerons et du balafon, les populations y vivent au rythme initiatique et cyclique.
La lutte traditionnelle pratiquée au claire de lune par les jeunes garçons est appelée Gbinhou.
Les jeunes filles, elles, pratiquent le Katohô.
Ces deux pratiques visent à exister le rapprochement entre les fils et filles de la région dans une dynamique sociologique et solidaire.

Royaume de Kong
Sékou Ouattara est né au début des années 1670 à Kong et a vécu à Ténéguera. Il reste rattaché à Daudabila pour son éducation et Karamogo Dibiqui pour l’initiation aux travaux champêtres, au tissage et sa formation militaire fut favorisée en le confiant Yirikuman.
Après un temps court passé dans l’armée régulière, il tente un coup d’État contre le pouvoir du Monarque Lassiri Gbambélé et échoue.
Exilé, il se convertit en commerçant et devient riche. De retour d'exil, il prend le pouvoir. Généreux, il finançait le voyage de plusieurs pèlerins pour la Mecque. Il a eu une douzaine d'enfants. On l'appelle par son peuple sous le titre de Génégéntigui ou Massa.
Il est le fondateur de l'état moderne où plusieurs souverains se sont succédé (Tauxier 2003. pp.49-52).
Croyance religieuse
Chez les Sénoufo, les morts ou « Koubélé » occupent une place importante.
Les « morts ne sont pas morts », ils continuent d’exister avec nous sous des formes et de forces surnaturelles.  
Ils sont embarqués sur le chemin du voyage.
De façon imperceptible, ils sont en contact avec les vivants.
Ils ne sont pas coupés de notre univers quoiqu’invisibles.
Par le truchement des visions, des songes et à travers la voix des devins, les morts sont de manière permanente, communiquent avec nous.
Ils agissent dans notre quotidien.
La dimension de leur puissance spirituelle se ressent selon leur humeur, leur joie et leur colère.
Les morts et les vivants constituent la famille, pour le Sénoufo.
L’ensemble des morts, pour le Sénoufo, c’est là que réside, son origine, ses fondements, sa force et son âme.
Dans leurs préoccupations, les vivant restent convaincus que les morts les observent.
C’est la raison, le Sénoufo, s’il y a un décès, les volontés du disparu sont respectées par les vivants.
En consultant régulièrement les devins, les volontés des morts sont connues.
La réaction des ancêtres ne se fait pas attendre s’il y a violation de ses prescriptions.
Sous diverses formes, on peut constater la colère des ancêtres : intempéries, sécheresse, inondations, mort de bétail, maladie, décès…
L’inhumation puis les funérailles sont les deux aspects que revêtent les funérailles en pays Sénoufo.
Funérailles en pays Sénoufo
L’inhumation
Le SIZANFOLO est le chef du bois sacré. C’est lui que le chef de famille en deuil informe immédiatement.
À son tour, il fait taper un tambour spécial dans l’enceinte sacrée pour annoncer le malheur.
Dès l’audition de l’appel tambouriné, les initiés abandonnent toutes leurs occupations et accourent dans les SINZANG (bois sacré).
Dans tous les villages, le chef de famille endeuillé dépêche des émissaires pour porter la mauvaise nouvelle avec des précisions sur la date de l’inhumation aux amis et connaissances.
Les TCHOLOBELE (membre de TCHOLOGO ou PORO) de certains villages se mettent en route aussitôt que les instructions sont données par leur supérieur.
Ceci en fonction des relations avec le défunt, ils viennent pour participer à l’inhumation.
Il faut dire, 40 à 60 TCHOLOBELE voire plus peut être le nombre de participants aux cérémonies liturgiques de l’inhumation.
Cela peut être aussi lié à l’importance sociale du défunt et l’étendue de ses relations.
Deux à trois jours après le décès, l’inhumation peut intervenir.
Les THOLOBELE jouent de leurs instruments nuit et jour durant tout le temps des funérailles, sur la place publique du village et dans sa concession du défunt.
C’est par la présentation publique des dons apportés par les parents et amis que commencent les cérémonies d’inhumation.
Avant de citer les noms des donateurs, on déplie pendant des heures, dans toutes leur longueur, les dons constitués surtout de pagnes.
Les pagnes provenant de la garde-robe du patrimoine du défunt même sont présentés toujours publiquement, pour clore cette première cérémonie.
Les TCHOLOBELE ramassent les pagnes entassés.
Ils les transportent sur la place où le corps du défunt est enveloppé et exposé.
Les non-initiés, dès ce instant précis, se retirent.
À l’aide de leurs divers instruments de la musique, les TCHOLOBELE exécutent sous l’œil vigilant des anciens initiés et en compagnie de leurs camarades masqués, des rites bien précis et en conformités avec l’âge et le sexe du défunt.
Les masques se retirent dans le SINZAN une fois cette cérémonie capitale achevée.
Après ces instants, la musique profane réoccupe les lieux.
Les femmes et les non-initiés réapparaissent de leur cachette.
Trois pièces de bois constituent le brancard servant à transporter le corps.
Deux TCHOLOBELE le portent et penchent simultanément à droite puis à gauche trois fois la charge.
Signification de ces gestes, le défunt demande aux vivants l’autorisation de les quitter pour l’au-delà.
À ce moment, toute l’assistance prend la direction du cimetière et l’accompagne.
Le chef de famille organise en honneur du défunt, des funérailles appelées KOUFFOR, pour lui manifester son attachement quand il s’en juge capable matériellement.
Le KOUFFOR
Après l’inhumation du défunt, les cérémonies appelées ‘‘ le Kouffor’’ peuvent avoir lieu une ou plusieurs années après.
Après les récoltes, en saison sèche que ces cérémonies sont mises en place.
En l’honneur du disparu, le chef de famille prend l’initiative de leur organisation.
Le chef de famille fixe la date et en informe les parents et les amis éloignés.
Le village en général, et la concession du chef de famille en particulier, s’animent d’une foule de gens, le jour venu.
Avec les instruments rituels, dans le TCHOLOKAHA, les TCHOLOBELE se retrouvent.
Pendant deux ou trois jours, le village est animé de danses jusqu’à l’aube.
Tous les musiciens invités (ceux qui entretiennent des relations de parenté et de fraternité avec le village endeuillé se mettent en œuvre.
Les TCHOLOBELE sont les maîtres pendant cette période. Ils accomplissent des cérémonies rituelles sur la place publique.
Le village se vide de ses étrangers au troisième jour mettant ainsi fin aux funérailles.
Le défunt n’accède pas immédiatement au royaume des ancêtres selon la conception métaphysique du Sénoufo, après l’inhumation.
Le séjour du défunt se prolonge jusqu’au déroulement des KOUFFOR pendant qu’il est accueilli dans une antichambre.
Les ancêtres, dans leur royaume acceptent de le recevoir, après toutes ces cérémonies.
Dès lors, il pourra veiller sur les siens, maintenant qu’il est définitivement libéré du monde des vivants et intimement intégré à celui des morts.
La religion A Korhogo
Dès le départ, tout bon Sénoufo est d’abord et avant tout animiste.
La vie en société à Korhogo est régie par certains fondements tels que le Tchologo (Poro).
Ainsi, la tradition enseigne que Dieu le tout puissant à l’origine a créé le monde. Ce monde, par la suite ayant sombré dans le chaos, par la faute de Koulotiolô, « Katyéléo », divinité secondaire qu’incarne une déesse vient alors à son secours en inventant le Poro par lequel les Sénoufo doivent se refaire et se parfaire.
Koulotiolô, depuis ce temps s’étant endormi et n’intervenant plus dans les affaires de l’univers, seule « Katyéléo » s’érige en mère protectrice des bois sacrés.
Malgré la forte infiltration d’autres religions, plus 70% de la population est restée attachée à ces valeurs ancestrales.
Ainsi, dès l’âge de 7 ans, le Sénoufo reçoit une éducation initiatique dans le « SINZANG » (bois sacré) où il apprend l’art de vivre en société et de gouverner. (Syna OUATTARA,2006, P7)
L’islam a aussi infiltré la vie des populations korhogolaises, outre cette forte tendance animiste.
Ainsi, la pratique de cette religion adoptée a donc occasionné la construction de plusieurs mosquées avec une plus grande, celle du quartier Kôkô.
.La grande mosquée de Korhogo
Construite après une collecte de fonds courant 1974, elle est située au quartier Kôkô.
Tout âge confondu, avec la dénomination de FASSOBARA, la population se prête à la construction de cette mosquée.
Les pierres du mont Korhogo ont servi à faire toue la base de la grande mosquée.
C’est à la main que ces pierres ont été taillé.
Elle est construite sur les terres de la chefferie de Korhogo.
Elle a environ 2250 places pour les hommes, 1250 pour les femmes donc une capacité de 3500 places.
La rivière Sissabouw se trouve dans la partie Sud de cet espace.
L’histoire de la création de la ville de Korhogo s’attache la rivière Sissabouw.
Le masque en pays Sénoufo
Il n’y a pas de mystère ni de sacré lors de la fabrication d’un masque chez les Sénoufos.
Un même type d’attention est prêté à la fabrication d’un tabouret, d’un masque ou d’un mortier.
À la base, le masque n’est qu’un objet de bois. C’est le jour qu’il est dansé dans un contexte liturgique qu’il deviendra sacré.